# Pattinaggio di figura ai IX Giochi asiatici invernali - Coppia
La gara delle coppie miste si è svolta dall'11 al 12 febbraio 2024 al Heilongjiang Ice Events Training Centre Multifunctional Hall di Harbin, in Cina.

## Risultati
| Rank | Coppia                                        | SP    | FS     | Totale |
| ---- | --------------------------------------------- | ----- | ------ | ------ |
| 1    | Uzbekistan Dmitrii Chigirev Ekaterina Geynish | 64.55 | 112.20 | 176.43 |
| 2    | Corea del Nord Han Kum-chol Ryom Tae-ok       | 56.68 | 111.88 | 168.88 |
| 3    | Giappone Sumitada Moriguchi Yuna Nagaoka      | 58.49 | 109.86 | 168.35 |
| 4    | Filippine Aleksandr Korovin Isabella Gamez    | 55.63 | 99.99  | 155.62 |
| 5    | Cina Zhu Lei Wang Yuchen                      | 52.05 | 91.71  | 143.76 |
| 6    | Giappone Lucas Tsuyoshi Honda Sae Shimizu     | 45.69 | 89.89  | 135.58 |